# 雷晓晖
雷晓晖（1905年1月20日—2005年1月8日），曾用名雷志烈、雷兴政，中国共产党党员，中华人民共和国政治人物。

## 生平
1905年1月20日，雷晓晖出生于四川安岳县。1916年，雷晓晖离开乡村私塾，进入安岳县立女子小学就读。1920年考入四川省立第一女子师范学校中学部，在校期间，雷晓晖接触到了马克思主义，并与李硕勋、阳翰笙等人成立了成都社会主义青年团。1922年夏天，雷晓晖、李硕勋等人组织学联，并参与到了四川教育界抗议军阀挪用教育经费的活动中，活动最终迫使军阀停止挪用教育经费，但之后雷晓晖等人被开除了学籍。随后雷晓晖前往重庆，就读于重庆第二女子师范学校。1925年初，雷晓晖作为四川代表前往北京参加了国民会议促进会全国代表大会。同年，雷晓晖受李硕勋的邀请前往上海，当年8月考入了上海大学社会系，10月加入了中国共产主义青年团，12月转入中国共产党。1926年1月，雷晓晖赶赴广州，向出席中国国民党第二次全国代表大会的华侨代表募捐扩建校舍用的经费。此后至1927年，雷晓晖被杨闇公任命为中国国民党四川省党部妇女部部长。此后雷晓晖又担任汉口市妇女协会宣传部部长，在汉口期间于湖北省第二中学担任教员。1927年4月，雷晓晖作为湖北省代表出席中国共产党第五次全国代表大会。会后，雷晓晖先后担任中共汉口三区区委委员，中共宜宾县委宣传部部长、代理书记，潼南县双江镇永绥小学教务主任等职位。1929年，雷晓晖参与了广汉起义，起义失败后为躲避南京国民政府追捕，雷晓晖辗转于重庆周边，以教师为公开身份活动，1946年在广安一度重建了中共地下组织。:93:160:175-178
中华人民共和国成立后，雷晓晖长期在广安、南充等地的教育界工作。1957年，雷晓晖被打为右派分子，公职被开除，生活由此受到了很大影响。1979年5月21日，雷晓晖的名誉得以平反，此后她担任南充市政协委员、常委。1985年正式退休。2005年1月8日在四川南充因病逝世，是最后去世的中共五大代表。:93-94:161:179

## 个人生活
20世纪30年代初，雷晓晖与谢啸冬结婚，后者于1947年加入中国共产党。二人育有两个女儿。:179